# آدم مارتشينياك
آدم مارتشينياك هو لاعب كرة قدم بولندي يلعب كمدافع مع نادي ليجيا وارسو.